# Schloss Hoff
Schloss Hoff liegt im ehemaligen Hoff (polnisch Trzęsacz), Landgemeinde Rewal, Powiat Gryficki in der Woiwodschaft Westpommern. 
Der heutige Bau aus dem 17. Jahrhundert wurde vermutlich auf Fundamenten eines Vorgängerbaus errichtet. Das Schloss ist einfach gestaltet und trägt ein Satteldach. Der zweiachsige Ostflügel wurde unter den von Dumstrey im 19. Jahrhundert angebaut. 
Hoff wurde 1284 erstmals erwähnt. Im Mittelalter war das Gut ein Lehen der von Flemming, die sich in der zweiten Hälfte des 17. Jahrhunderts mit den von Knuth um den Besitz stritten. Im 17. Jahrhundert gehörte das Gut wieder den von Flemming, die es dann an Jakob und Klaus von Puttkamer verpachteten. Im Jahr 1725 wurde das Gut allodifiziert.
Das Gut wurde Mitgift für Dorothea Luise Charlotte von Flemming, und durch deren Heirat gelangte es an Friedrich Kasimir von Grumbkow. Im Jahr 1764 kaufte Hans Joachim von Kleist das Gut. Von Kleist wurde, nach finanziellem Ruin durch einen Brand, als Landkammerrat angestellt und wurde Kreishauptmann in Graz, wodurch er seine Lehensrechte in Preußen verlor. Seine Frau erwarb das Gut zurück und konnte die Schulden abbezahlen. Ab 1828 gehörte das Gut den von Dumstrey, danach den von Koller.
Der Park hat noch heute einen schönen alten Baumbestand, u. a. einen Bergahorn, der mit einer Linde zusammengewachsen ist, eine Purpurbuche, Zypressen und eine Hainbuche.